# Ricardo Luna
Pour les articles homonymes, voir Luna.
Ricardo Luna (né le 23 juin 1925 à Córdoba et mort le 7 mars 1977 à Mexico) est un réalisateur, scénariste et producteur de cinéma argentin.

## Biographie
Réalisateur, Ricardo Luna a fait partie de la nouvelle vague du cinéma argentin durant les années 1960-1970.
Maître de conférence dans le département cinématographique de l'École supérieure des beaux-arts à l'Université nationale de La Plata.
Marié à Berta Roth, créatrice de formes scéniques et psychanalyste, avec laquelle il a eu une fille.

## Filmographie

### Scénariste
- 1960 : Fin de fiesta de Leopoldo Torre Nilsson
- 1961 : La Main dans le piège (La mano en la trampa) de Leopoldo Torre Nilsson
- 1962 : Soixante-dix fois sept (Setenta veces siete) de Leopoldo Torre Nilsson
- 1963 : La Terrasse (La terraza) de Leopoldo Torre Nilsson

### Réalisateur et scénariste
- 1962 : Feria, court-métrage en noir et blanc
- 1967 : Sudamerica Folklore Show, court-métrage en noir et blanc
- 1975: Los Orilleros, d'après l'œuvre de Jorge Luis Borges et Adolfo Bioy Casares, avec Rodolfo Bebán, Berta Roth, Milagros de la Vega, Oscar Ferrigno et Inda Ledesma.

## Publications
- 1970 : Étude critique, biographie, filmographie et bibliographie du réalisateur Leopoldo Torre Nilsson. Encyclopédie Dossiers du Cinéma, Casterman, Paris.
- 1970 : Sudamerica Folklore Show. Publication dans Films on Traditional Music and Dance (Films sur la Musique et la Danse traditionnelles). A First international Catalogue, Unesco, Paris.

## Distinctions
- 1963 : Diplôme honorifique pour le court-métrage Feria au Festival de Oberhaussen, Allemagne.
- 1965 : Second prix et diplôme honorifique au Premier Festival de Cinéma Publicitaire Artistique du Fonds national des Arts, Argentine.